# Kościół św. Marii de Castro w Leicesterze

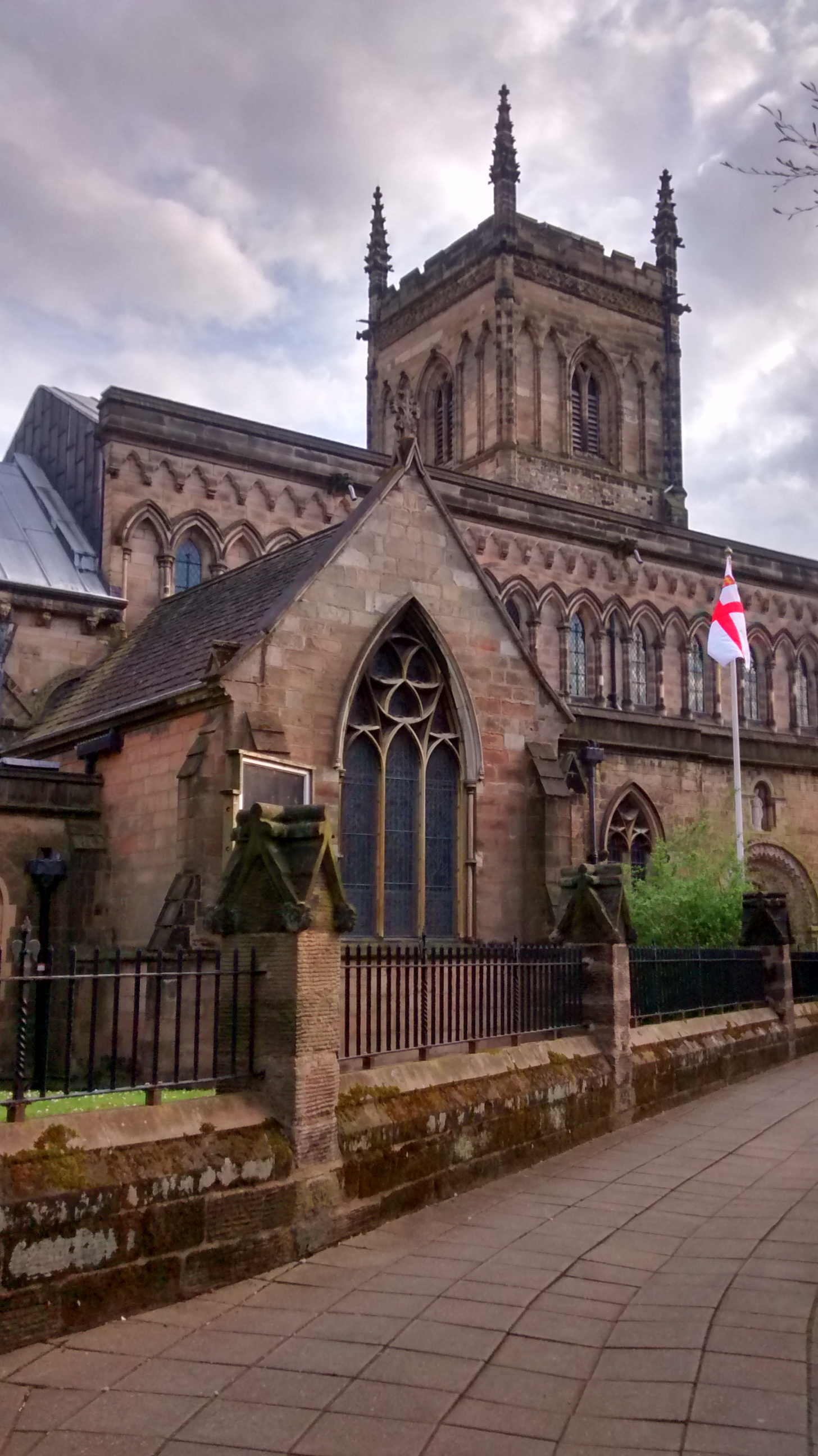
Kościół od strony wschodniej

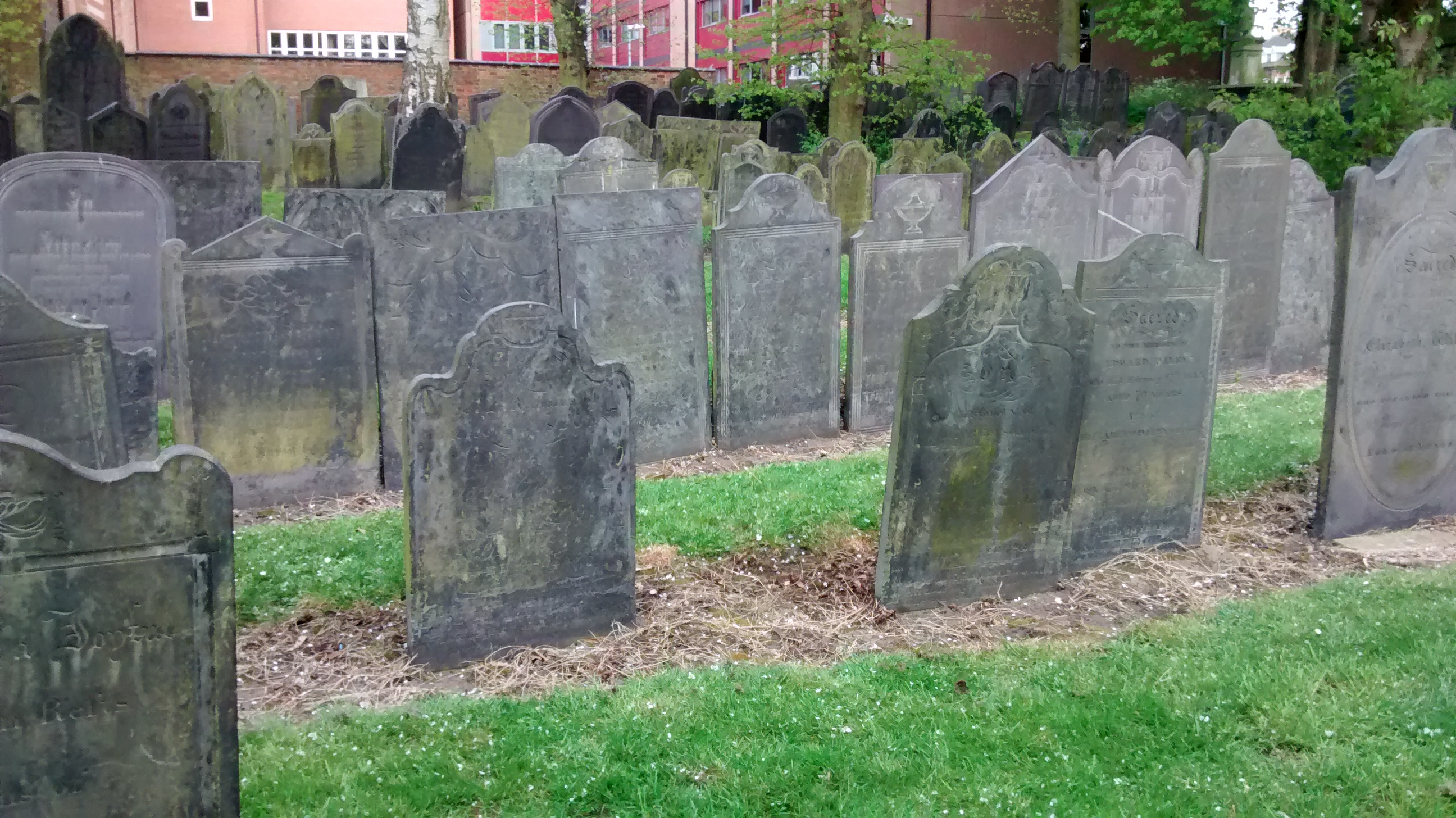
Cmentarz przy kościele Św. Marii

Kościół św. Marii de Castro w Leicesterze (ang. St. Mary de Castro) -  zabytkowy anglokatolicki kościół z 1107 roku jeden z najstarszych w Wielkiej Brytanii położony w mieście Leicester obok zamku i ogrodu zamkowego.
W kościele znajdują się organy wpisane do rejestru organów zabytkowych.
Od trzech stron kościoła znajduje się stary zabytkowy cmentarz.
We wrześniu 2013 roku usunięto wieżę z kościoła ze względu na pęknięcia, która zagrażała zawaleniem się. Obecnie zbierane są pieniądze na jej odbudowanie.